# Tour de Bavière
Le Tour de Bavière (en allemand : Bayern Rundfahrt) est une course cycliste par étapes allemande, disputée en Bavière.
Le Tour de Bavière a été créé en 1980 et est ouvert aux professionnels depuis 1989.
Depuis 2005, il fait partie de l'UCI Europe Tour, dans la catégorie 2.HC. Il est par conséquent ouvert aux UCI ProTeams dans la limite de 70 % des équipes participantes, aux équipes continentales professionnelles, aux équipes continentales françaises et à une équipe nationale allemande.
Jusqu'en 2008, il était la course par étapes allemande la mieux classée au calendrier international de l'Union cycliste internationale après le Tour d'Allemagne, course de l'UCI ProTour. Depuis 2009 et la disparition du Tour d'Allemagne, le Tour de Bavière est la course par étapes allemande la mieux classée et la deuxième course sur route du pays après la Vattenfall Cyclassics, course d'un jour de l'UCI World Tour. L'édition 2016 est annulée pour des raisons financières.

## Palmarès depuis 1989
| Année | Vainqueur             | Deuxième             | Troisième          |
| ----- | --------------------- | -------------------- | ------------------ |
| 1989  | Kai Hundertmarck      | Koen Van Rooy        | Hans Knauer        |
| 1990  | Jörg Paffrath         | Luboš Lom            | Eddy Seigneur      |
| 1991  | Brian Walton          | Lutz Lehmann         | Thomas Fleischer   |
| 1992  | Jacques Jolidon       | Willy Willems        | Dirk Schiffner     |
| 1993  | Alexander Kastenhuber | Jens Zemke           | Daniel Lanz        |
| 1994  | Pavel Padrnos         | Jimmi Madsen         | Thomas Liese       |
| 1995  | Timo Scholz           | Volker Ordowski      | Arnaud August      |
| 1996  | Uwe Peschel           | Michael Rich         | Andreas Walzer     |
| 1997  | Christian Henn        | Bert Dietz           | Arnaud Prétot      |
| 1998  | Steffen Kjærgaard     | Axel Merckx          | Daniel Atienza     |
| 1999  | Rolf Aldag            | Svein Gaute Hølestøl | Torsten Schmidt    |
| 2000  | Jens Voigt            | Michael Rich         | Tobias Steinhauser |
| 2001  | Jens Voigt            | Rolf Aldag           | Artour Babaitsev   |
| 2002  | Michael Rich          | Jens Voigt           | Yuriy Krivtsov     |
| 2003  | Michael Rich          | Patrik Sinkewitz     | Thomas Liese       |
| 2004  | Jens Voigt            | Andreas Klöden       | Tomasz Brożyna     |
| 2005  | Michael Rich          | Alexandre Vinokourov | Linus Gerdemann    |
| 2006  | José Alberto Martínez | Beat Zberg           | Luke Roberts       |
| 2007  | Stefan Schumacher     | Bert Grabsch         | Jens Voigt         |
| 2008  | Christian Knees       | Andreas Dietziker    | Niki Terpstra      |
| 2009  | Linus Gerdemann       | Maxime Monfort       | David Le Lay       |
| 2010  | Maxime Monfort        | Adriano Malori       | Simon Špilak       |
| 2011  | Geraint Thomas        | Nicki Sørensen       | Michael Albasini   |
| 2012  | Michael Rogers        | Jérôme Coppel        | Vladimir Gusev     |
| 2013  | Adriano Malori        | Geraint Thomas       | Jan Bárta          |
| 2014  | Geraint Thomas        | Mathias Frank        | Vasil Kiryienka    |
| 2015  | Alex Dowsett          | Tiago Machado        | Jan Bárta          |